# Oranienburg
Oranienburg là một đô thị ở Brandenburg, Đức. Nó là thủ phủ của huyện Oberhavel.

## Địa lý
Oranienburg là một thị trấn nằm trên các ngân hàng của các sông Havel, 35 km về phía bắc trung tâm Berlin.

### Bộ phận của thị trấn
Oranienburg bao gồm 9 huyện:
- Friedrichsthal
- Germendorf
- Lehnitz
- Malz
- Oranienburg
- Sachsenhausen
- Schmachtenhagen
- Wensickendorf
- Zehlendorf

## Phòng thị trấn
- Bagnolet (Pháp) -- Kể từ năm 1964
- Hamm (North Rhine-Westphalia, Đức) -- Kể từ năm 1990
- Mělník (Cộng hòa Czech) -- Kể từ năm 1974
- Vught (Hà Lan) -- Kể từ năm 2000
- Friedrichsthal (Saarland, Đức) -- Kể từ năm 1991

## Các tổ chức chính phủ
The Zehlendorf transmission facility, là một thiết bị phát sóng lớn ởlongwave, medium wave và FM-range, nằm gần Oranienburg, ở Zehlendorf.

## Liên kết
- Official site (tiếng Đức)